# Rock 'N' Roll Greats: Iron Butterfly in Concert!
Rock 'N' Roll Greats In Concert! je DVD kalifornské rockové skupiny Iron Butterfly, nahrané 7. září 2004 a vydané tentýž rok. Na DVD skupina zahrála i svůj největší hit In-A-Gadda-Da-Vida z roku 1968.

## Seznam skladeb
1. Iron Butterfly Theme
2. Unconscious Power
3. Butterfly Bleu
4. Beyond The Milky Way
5. In-A-Gadda-Da-Vida
6. Easy Rider

## Sestava
- Lee Dorman (zpěv, baskytara)
- Erik Barnett (zpěv, kytara)
- Damian Bujanda (zpěv, klávesy)
- Ron Bushy (bicí, perkuse)